# أل بي. هنري
أل بي. هنري (بالإنجليزية: Al B. Henry)‏ هو سياسي أمريكي، ولد في 12 أبريل 1911 في مقاطعة نيس في الولايات المتحدة، وتوفي في 26 يوليو 1989 في أوريغون في الولايات المتحدة. حزبياً، نشط في الحزب الديمقراطي. وقد انتخب عضو مجلس نواب واشنطن.